# Gran Premio d'Italia 1933
Il Gran Premio d'Italia 1933 (ufficialmente XI Gran Premio d'Italia) è stato un Gran Premio automobilistico disputato all'autodromo di Monza il 10 settembre 1933. La gara si è svolta su 50 giri di 10 km ciascuno per una distanza totale di gara di 500 km ed è stato vinto da Luigi Fagioli alla guida di un'Alfa Romeo.
Lo stesso giorno, sullo stesso sito si è svolto il Gran Premio di Monza, utilizzando però solo l'ovale sopraelevato. Tre piloti di punta, Giuseppe Campari, Baconin Borzacchini e Stanislas Czaykowski, sono morti in due incidenti separati, dando all'evento il nome di "Domenica nera di Monza".

## Risultati
| Pos | N. | Pilota                         | Vettura                      | Giri | Tempo/ritiro |
| --- | -- | ------------------------------ | ---------------------------- | ---- | ------------ |
| 1   | 12 | Luigi Fagioli                  | Alfa Romeo B (8C-2600)       | 50   | 2h51'41"0    |
| 2   | 28 | Tazio Nuvolari                 | Maserati 8CM (8C-3000)       | 50   | 2h52'21"2    |
| 3   | 34 | Goffredo Zehender              | Maserati 8CM (8C-3000)       | 48   | +2 giri      |
| 4   | 52 | Marcel Lehoux                  | Alfa Romeo 8C-2300           | 47   | +3 giri      |
| 5   | 4  | Eugenio Siena / Antonio Brivio | Alfa Romeo 8C-2300           | 47   | +3 giri      |
| 6   | 16 | Luigi Castelbarco              | Alfa Romeo 8C-2300           | 47   | +3 giri      |
| 7   | 42 | Pietro Ghersi                  | Alfa Romeo 8C-2300           | 47   | +3 giri      |
| 8   | 46 | Guy Moll                       | Alfa Romeo 8C-2300           | 46   | +4 giri      |
| 9   | 50 | Renato Balestrero              | Alfa Romeo 8C-2300           | 44   | +6 giri      |
| 10  | 10 | Robert Brunet                  | Bugatti T51                  | 43   | +7 giri      |
| 11  | 48 | Whitney Straight               | Maserati 26M (8C-2500)       | 43   | +7 giri      |
| 12  | 38 | Francis Howe                   | Bugatti T51                  | 41   | +9 giri      |
| 13  | 30 | Lelio Pellegrini               | Alfa Romeo 8C-2300           | 39   | +11 giri     |
| Rit | 32 | Louis Chiron                   | Alfa Romeo B (8C-2600)       | 42   | Scarico      |
| Rit | 40 | Antonio Brivio                 | Alfa Romeo 8C-2300           | 25   | Ritirato     |
| Rit | 22 | Piero Taruffi                  | Maserati 8CM (8C-3000)       | 25   | Incidente    |
| Rit | 8  | Jean Gaupillat                 | Bugatti T51                  | 9    | Ritirato     |
| Rit | 24 | Clemente Biondetti             | MB Speciale Maserati 8C-3000 | 8    | Ritirato     |
| Rit | 6  | Luigi Premoli                  | PBM Maserati 8C-3000         | 6    | Ritirato     |
| DNS | 26 | Ernesto Maserati               | Maserati 8C-3000             |      | Non partito  |
| DNA | 2  | Giuseppe Campari               | Alfa Romeo B (8C-2600)       |      | Non arrivato |
| DNA | 14 | Walter Wüstrow                 | Bugatti T35C                 |      | Non arrivato |
| DNA | 18 | Raymond Sommer                 | Alfa Romeo 8C-2300           |      | Non arrivato |
| DNA | 20 | Charlie Jellen                 | Alfa Romeo 8C-2300           |      | Non arrivato |
| DNA | 36 | Stanisłas Czaykowski           | Bugatti T54                  |      | Non arrivato |
| DNA | 44 | Paul Pietsch                   | Alfa Romeo 8C-2300           |      | Non arrivato |